# 欧文代尔
欧文代尔（英語：Irwindale）是美国加利福尼亚州洛杉矶县的一座城市，位于圣盖博谷。2010年美国人口普查显示，欧文代尔共有1,422人，低于2000年人口普查时的1,446人。
欧文代尔的居民人数相对较少，境内主要是采石场，这是该城市的主要收入来源。欧文代尔活动中心位于市内圣菲水坝休闲区，邻近圣加布里埃尔河，市内还有米勒酿造公司的工厂和匯豐食品是拉差香甜辣椒酱公司的工厂。